# Elecciones al Senado de Argentina de 1889
Las Elecciones al Senado de la Nación Argentina de 1889 fueron realizadas a lo largo del mencionado año por las Legislaturas de las respectivas provincias para renovar 10 de las 30 bancas del Senado de la Nación.

## Cargos a elegir
| Provincia           | Senado    | Senado    |
| Provincia           | Senadores | A renovar |
| ------------------- | --------- | --------- |
| Buenos Aires        | 2         | —         |
| Capital Federal     | 2         | —         |
| Catamarca           | 2         | 1         |
| Córdoba             | 2         | 1         |
| Corrientes          | 2         | 1         |
| Entre Ríos          | 2         | 2         |
| Jujuy               | 2         | —         |
| La Rioja            | 2         | 2         |
| Mendoza             | 2         | —         |
| Salta               | 2         | 2         |
| San Juan            | 2         | 1         |
| San Luis            | 2         | —         |
| Santa Fe            | 2         | —         |
| Santiago del Estero | 2         | —         |
| Tucumán             | 2         | —         |
| Total               | 30        | 10        |

## Resultados por provincia
| Provincia  | Senador electo           |
| ---------- | ------------------------ |
| Catamarca  | Antonio del Pino         |
| Córdoba    | Carlos Tagle             |
| Corrientes | Juan Ramón Vidal         |
| Entre Ríos | Sabá Hernández           |
| Entre Ríos | Antonio F. Crespo        |
| La Rioja   | Maximino de la Fuente    |
| La Rioja   | Francisco Vicente Bustos |
| Salta      | Benjamín Figueroa        |
| Salta      | Martín Gabriel Güemes    |
| San Juan   | Carlos Doncel            |

1. ↑  Renunció el 15 de enero de 1891, lo reemplaza Leonidas Echagüe el 8 de agosto de 1891.
2. ↑  Falleció el 7 de junio de 1893, lo reemplaza Salvador Maciá el 17 de octubre de 1893. Salvador Maciá renunció el 15 de enero de 1895, lo reemplaza Enrique Carbó Ortiz el 23 de julio de 1895.
3. ↑  Renunció el 30 de marzo de 1895, lo reemplaza Nicolás Barros el 18 de noviembre de 1895. Nicolás Barros falleció el 17 de agosto de 1896, lo reemplaza Antonio P. García el 10 de septiembre de 1896.
4. ↑  Falleció el 27 de febrero de 1897, lo reemplaza Delfín Leguizamón el 4 de mayo de 1897.
5. ↑  Renunció el 12 de mayo de 1896, lo reemplaza Alejandro Albarracín el 18 de junio de 1896.

### Capital Federal

#### Elección parcial de 1889
En la elección del 24 de marzo de 1889 es electo Salustiano J. Zavalía para completar el mandato de Antonino Cambaceres (1886-1895). Salustiano J. Zavalía renunció el 18 de abril de 1890, lo reemplaza Aristóbulo del Valle el 19 de mayo de 1891.

#### Elección parcial de 1891
En la elección del 15 de marzo de 1891 son electos Leandro N. Alem para completar el mandato de Diego de Alvear (1883-1892), y Aristóbulo del Valle para completar el mandato de Antonino Cambaceres (1886-1895). Aristóbulo del Valle renunció el 27 de junio de 1891, lo reemplaza Mariano Adrián Varela el 23 de mayo de 1892